# Malmundarium
Le  Malmundarium est un musée de la ville belge de Malmedy (province de Liège).

## Situation
Il occupe l'ancien monastère de Malmedy qui, avec l'abbaye de Stavelot, était le siège de la principauté épiscopale de Stavelot-Malmedy. Il se trouve au centre de Malmedy sur la place du Châtelet à côté de la cathédrale.

## Description
Cet espace touristique et culturel  inauguré le 4 avril 2011 d'une capacité de 3 000 m2 répartis sur deux niveaux regroupe plusieurs thèmes chers à l'histoire de la ville de Malmedy :
- l'atelier du cuir retrace l'histoire des tanneries présentes à Malmedy d'au moins 1565 jusqu'à 1996.
- l'atelier du carnaval expose de nombreuses photographies, pièces et costumes représentants le cwarmê dont la 556e édition a eu lieu en 2014.
- l'atelier du papier décrit cette industrie encore présente au bord de la Warchenne depuis les environs de 1726.
- l’historium raconte l’histoire de la ville depuis sa fondation en 648 par Saint Remacle jusqu'aux épisodes sanglants de la Seconde Guerre mondiale.
- le trésor de la cathédrale voisine.
- plusieurs expositions sont organisées chaque année.
- une boutique présentant des ouvrages liés aux différents thèmes du musée ou des expositions.

## Visites
Sous la forme de visites individuelles avec ou sans audioguide en quatre langues (français, allemand, anglais, néerlandais) ou de visites guidées, le Malmundarium accueille les visiteurs tous les jours durant les vacances scolaires et du mardi au dimanche pendant les autres périodes de 10h à 17h (basse saison) ou 18h (haute saison).

## Source et lien externe
Site officiel du Malmundarium